# Fumihiko Tachiki
Fumihiko Tachiki (jap. 立木 文彦 Tachiki Fumihiko; ur. 29 kwietnia 1961 w prefekturze Nagasaki) – japoński seiyū, aktor dubbingowy i narrator, były śpiewak bluesowy. Jego znakiem charakterystycznym jest niski głos.

## Wybrane role głosowe
- 1991: Tajemniczy ogród – pan Pitcher
- 1995: Neon Genesis Evangelion – Gendo Ikari
- 1996: Detektyw Conan – Vodka
- 1997: Pokémon –
  - Matis (Porucznik Surge),
  - Anoki (Anthony)
- 1999: Turn A Gundam – Muron Muron
- 2000: Hajime no Ippo – Fujiwara Yoshio
- 2000: InuYasha –
  - Gamajiro,
  - Tsukumo no Gama,
  - Sounga
- 2001: Chitchana yukitsukai Sugar – krowa Joe
- 2003: Ashita no Nadja – Hrabia Harcourt
- 2003: Fullmetal Alchemist – detektyw (odcinek 10)
- 2004: Monster – reporter (odcinek 22)
- 2005: Bleach – Kenpachi Zaraki
- 2005: Naruto – Gatsu
- 2006: Gintama –
  - MADAO,
  - Narrator
- 2006: Zegapain – Talbot
- 2007: D.Gray-man –
  - Narrator,
  - Mana Walker
- 2009: Monogatari – ojciec Hitagi Senjōgahary
- 2010: Arakawa Under the Bridge – Billy
- 2013: Hunter × Hunter – Menthuthuyoupi
- 2018: Golden Kamuy – narrator